# Dąbie (Szczecin, 1955–1976)
     PZPR: 26 
     ZSL: 4 
     SD: 2 
     Niezrz.: 18 
Dąbie – dawna dzielnica administracyjna Szczecina, istniejąca w latach 1955–1976. Według danych z 1961 r. dzielnicę zamieszkiwało 28 146 osób. Powierzchnia dzielnicy w 1955 r. była równa 130 km², a w 1961 r. 128 km².
W 1990 r. przywrócono zlikwidowany w 1976 r. podział miasta na cztery dzielnice. Powołano wówczas nową dzielnicę o nazwie Prawobrzeże, którą podzielono na 11 osiedli.

## Położenie
Prawobrzeże graniczyło z dzielnicami:
- Nad Odrą na północnym zachodzie,
- Śródmieście na południowym zachodzie.

## Osiedla
Od 1 kwietnia 1961 r. dzielnica Dąbie składała się z 9 osiedli:
| Nazwa            | Liczba mieszkańców (1960) |
| ---------------- | ------------------------- |
| Dąbie            | 7757                      |
| Kijewo           | 640                       |
| Klęskowo         | 2135                      |
| Klucz            | 1278                      |
| Podjuchy         | 6099                      |
| Sławociesze      | 675                       |
| Wielgowo-Zdunowo | 2334                      |
| Zdroje           | 4125                      |
| Żydowce          | 2603                      |